# 多羅西尼
50°57′16″N 25°0′18″E / 50.95444°N 25.00500°E
多羅西尼（羅馬化：Dorosyni）是烏克蘭西部沃倫州盧茨克區多羅西尼市鎮的村落，始建於1447年，面積41.02平方公里，海拔高度183米，2001年人口1,037，人口密度每平方公里25.28人。